# سيزار لاريوس
سيزار ألكسندر لاريوس فلوريس (بالإنجليزية: César Alexander Larios Flores)‏ (مواليد 21 أبريل 1988 في سانتا أنا) لاعب كرة قدم سلفادوري دولي يجيد اللعب في خط الهجوم . يلعب حاليا لصالح نادي فاس السلفادوري منذ 2005 .

## روابط خارجية
- سيزار لاريوس على موقع الاتحاد الدولي (مؤرشف)  (الإنجليزية)
- سيزار لاريوس على موقع قاعدة بيانات كرة القدم.إي يو (الإنجليزية)
- سيزار لاريوس على موقع ناشيونال فوتبول تيمز (الإنجليزية)
- سيزار لاريوس على موقع Soccerway.com (الإنجليزية)
- سيزار لاريوس على موقع كووورة